# Fô-Tancé
Fô-Tancé är ett arrondissement i kommunen Kouandé i Benin. Den hade 6 516 invånare år 2002.